# Platypalpus pyrenaicus
Platypalpus pyrenaicus is een vliegensoort uit de familie van de Hybotidae. De wetenschappelijke naam van de soort is voor het eerst geldig gepubliceerd in 1940 door Séguy.